# .cw
.cw es el dominio de nivel superior geográfico (ccTLD) para Curazao.